# مارگیت مالوچایی
مارگیت مالوچایی (مجاری: Margit Kalocsai; ۲۷ دسامبر ۱۹۰۹ – ۲۳ نوامبر ۱۹۹۳) ژیمناست هنری اهل مجارستان بود.